# Robertsholm
Robertsholm er et byområde i Hofors kommun i Gävleborgs län i Sverige, beliggende cirka tre kilometer nord for centrum af Hofors. Området deles af jernbanen i Övre Robertsholm og Nedre Robertsholm, og indgik mellem 1975 og 2010 i Hofors tätort. Robertsholm ligger ved søen Tolven og umiddelbart syd for bjerget Tolvsberget.
Hofors jernbanestation ligger i Robertsholm. Stationen ligger langs jernbanelinjen Bergslagsbanan og har forbindelse med blandt andet Falun og Borlänge i vest samt Storvik, Sandviken og Gävle i øst.

## Historie
I Robertsholm findes et nedlagt savværk som tilhørte SKF; det brændte i 2008. Der har også forekommet mineudvinding i byen.

### Administrative tilhørligheder
Robertsholm har historisk set hørt til Torsåkers socken, som i forbindelse med kommunalreformen i 1863 dannede Torsåkers landskommun. Den 1. januar 1925 blev Robertsholm, Hofors og andre omkringliggende områder udskilt fra landskommunen for at danne Hofors landskommun. Ved kommunalreformen i 1971 blev Torsåker og Hofors genforenet i Hofors kommun, som Robertsholm siden da indgår i.